# Reserva Marina Galápagos
Die Reserva Marina Galápagos liegt im Pazifischen Ozean und erstreckt sich über die Gewässer im Umkreis der zu Ecuador gehörenden Galápagos-Inseln. Das Meeresschutzgebiet besitzt seit 2022 eine Fläche von rund 198.000 km². Das Reservat wurde am 18. März 1998 eingerichtet. Seit 2001 bildet das Meeresschutzgebiet gemeinsam mit dem Nationalpark Galápagos eine Welterbestätte der UNESCO in der Kategorie Naturerbe.

## Lage
Die Reserva Marina Galápagos ergänzt den Nationalpark Galápagos, der sich über die Landflächen der Galápagos-Inseln sowie die küstennahen Gewässer erstreckt. Das Meer im Schutzgebiet reicht bis in Tiefen von mehr als 3000 m.

## Ökologie
Im Meeresschutzgebiet treffen verschiedene Meeresströmungen aufeinander. Eine warme Strömung gelangt von der Küste vor Panama aus Nordosten kommend in diesem Areal auf den Humboldtstrom, der kaltes Wasser aus dem Südosten heranführt. Das Ergebnis ist eine reichhaltige Meeresfauna mit Pinguinen und Korallen. In den Gewässern leben zwei Seelöwen-Arten, der Galápagos-Seelöwe (Zalophus wollebaeki) und der Galápagos-Seebär (Arctocephalus galapagoensis). Ferner gibt es den Cromwellstrom, der in größeren Tiefen von Westen kommend am Galápagos-Schelf nach oben steigt und nährstoffreiches Wasser mit Plankton und Algen mit sich führt. Die drei Meeresströmungen stellen eigene Ökoregionen dar. In dem Meeresgebiet kommen mehrere endemische Arten vor, darunter Antipathes galapagensis („Schwarze Galápagos-Koralle“), die flugunfähige Galapagosscharbe (Phalacrocorax harrisi) und die Käferschnecken-Art Chiton magnificus. Die Gewässer der Galápagos-Inseln werden von mehreren Wanderarten besucht, darunter Meeresschildkröten, Hammerhaien, Walhaien, Riesenmantas und Glattwalen.